# Kauksi (Põlva)
Koordinaten: 58° 6′ N, 27° 13′ O
Kauksi (deutsch Kauks) ist ein Dorf (estnisch küla) im Südosten Estlands. Es gehört zur Gemeinde Põlva (bis 2017 Mooste) im Kreis Põlva.

## Beschreibung
Das Dorf hat 281 Einwohner (Stand 1. Januar 2017). Es liegt 45 Kilometer südöstlich der zweitgrößten estnischen Stadt Tartu am Fluss Lutsu (Lutsu jõgi). Eine der zahlreichen Wassermühlen am Fluss ist noch erhalten. Sie stammt aus dem 18. Jahrhundert.
Der Ort wurde erstmals 1403 unter dem Namen Kaugis urkundlich erwähnt.